# Kříž neznámému vojákovi v Bobrovníkách
Kříž neznámému vojákovi v Bobrovníkách je osamělý dřevěný kříž v lese u lesní cesty, západně od vesnice Bobrovníky, části města Hlučín v okrese Opava. Geograficky se nachází v pohoří Děhylovská pahorkatina (patřící do Vítkovské vrchoviny) v Moravskoslezském kraji. Kříž je postaven jako památník na místě padlého neznámého vojáka z druhé světové války.

## Další informace
Kříž bývá po čase obnovován a je na něm nápis:
| „ | Beze jména, svíčky ani na dušičky, samoten tu voják leží / duben 1945 | “ |

Kříž se také nachází na cyklotrase 6185.

## Galerie

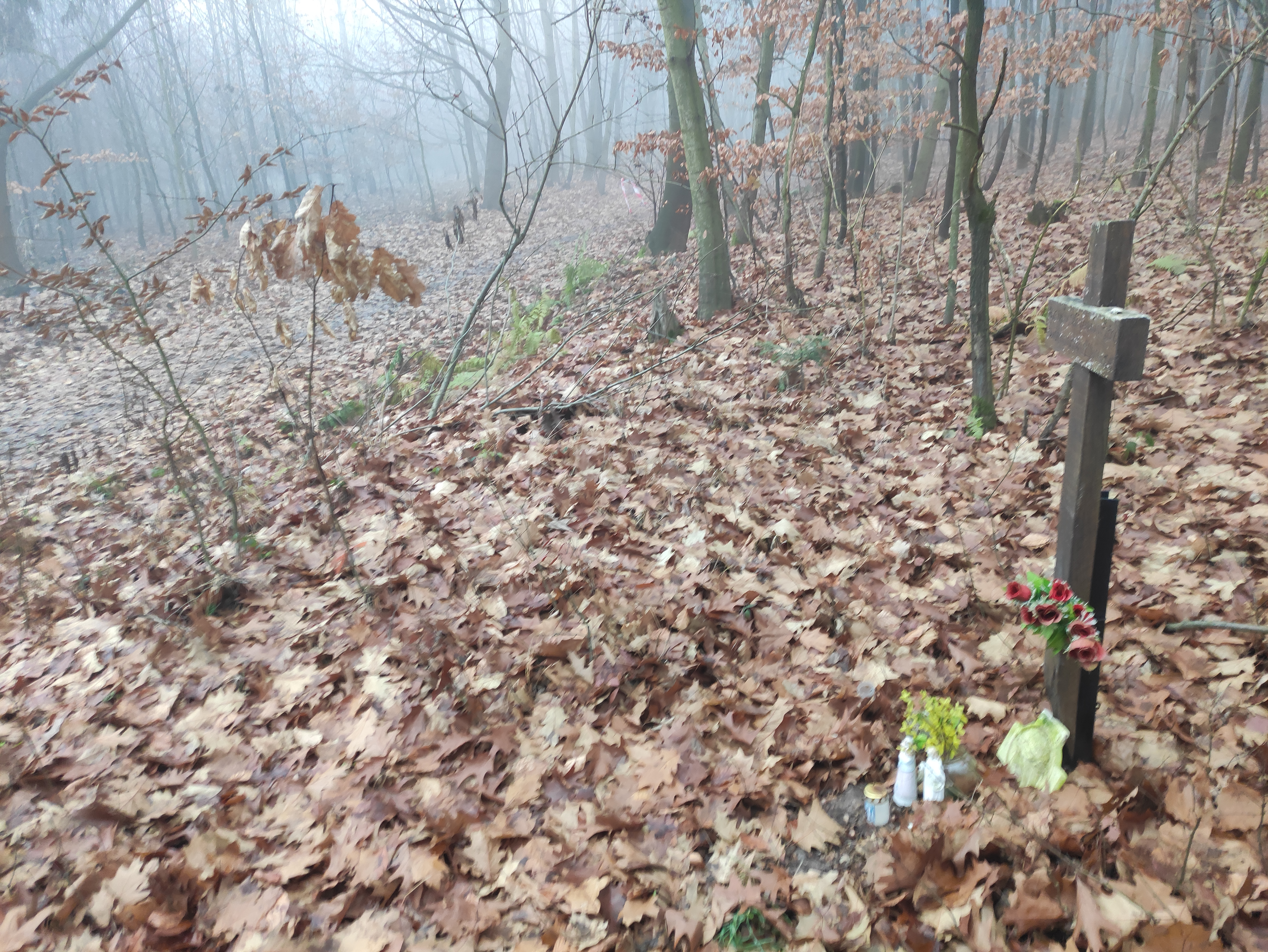
Poloha kříže u lesní cesty na okraji lesa